# 保送入學
《保送入學》（英語：Risky Business）是一部1983年美國青春喜劇电影，由保羅·布里克曼編劇和導演，湯姆·克魯斯和瑞貝卡·德·莫妮擔任主演。 這部電影包含唯物主義、失去純真、成年和資本主義。並以湯姆·克魯斯的生涯突破電影著稱，《保送入學》獲得了評論和商業成功，僅用620萬元的成本就獲得了6,250萬元的票房。湯姆·克魯斯更在這部片後成為全美青少年偶像。

## 故事大綱
敘述美国有一青年异想天开，竟趁家人外出时，找人在家开设特种行业赚外快，最后雖然赚到一大筆錢，但也變成臭名远播。

## 外部連結
- 互联网电影数据库（IMDb）上《保送入學》的资料（英文）
- Box Office Mojo上《保送入學》的資料（英文）
- 豆瓣电影上《保送入學》的資料 （简体中文）
- 爛番茄上《保送入學》的資料（英文）
- Metacritic上《保送入學》的資料（英文）